# Cu-csü
A cu-csü (kínaiul: 蹴鞠, pinjin: cuju) egy ősi kínai labdajáték, a FIFA a mai labdarúgás elődjének tartja. Koreában, Japánban és Vietnámban is játszották.

## Története
A cu-csü jelentése: (bőr)labdát rúgni. Kr. e. 206-ban készült el az első szabálykönyv. Ekkorra már feljegyzések állnak rendelkezésünkre a labdarúgás eme legkorábbi formájáról. A cu-csü hamar népszerű sport lett Kínában, beleértve a császári udvart is. Elsősorban a katonák edzésben tartását szolgálta a labdajáték Csin Si Huang-ti uralkodásától kezdve. Egyes uralkodók sem vetették meg. Cseng Tiről azt beszélik, hogy még a kormányzást is elhanyagolta miatta. Az udvarban ünnepek alkalmával is rendszeresen volt labdarúgás. A győztes csapatot virággal, gyümölccsel, borral és egy tömör ezüst tállal jutalmazták, a vesztes csapat kapitányát jelképesen megkorbácsolták. Az i. e. 3. században már levegővel töltött labdát használtak.